# فيليب ريس
فيليب ريس (بالإنجليزية: Phillip Rhys)‏ هو ممثل بريطاني، ولد في 14 يونيو 1974 بلندن في المملكة المتحدة.

## أعمال

### أفلام
- (2011) مغامرات تان تان[5][6]

### مسلسلات
- 24

## وصلات خارجية
- فيليب ريس على موقع IMDb (الإنجليزية)
- فيليب ريس على موقع ألو سيني (الفرنسية)
- فيليب ريس على موقع أول موفي (الإنجليزية)
- فيليب ريس على موقع قاعدة بيانات الفيلم (الإنجليزية)
- فيليب ريس على موقع كينوبويسك (الروسية)